# Przebiegłe dochodzenie Ottona i Watsona

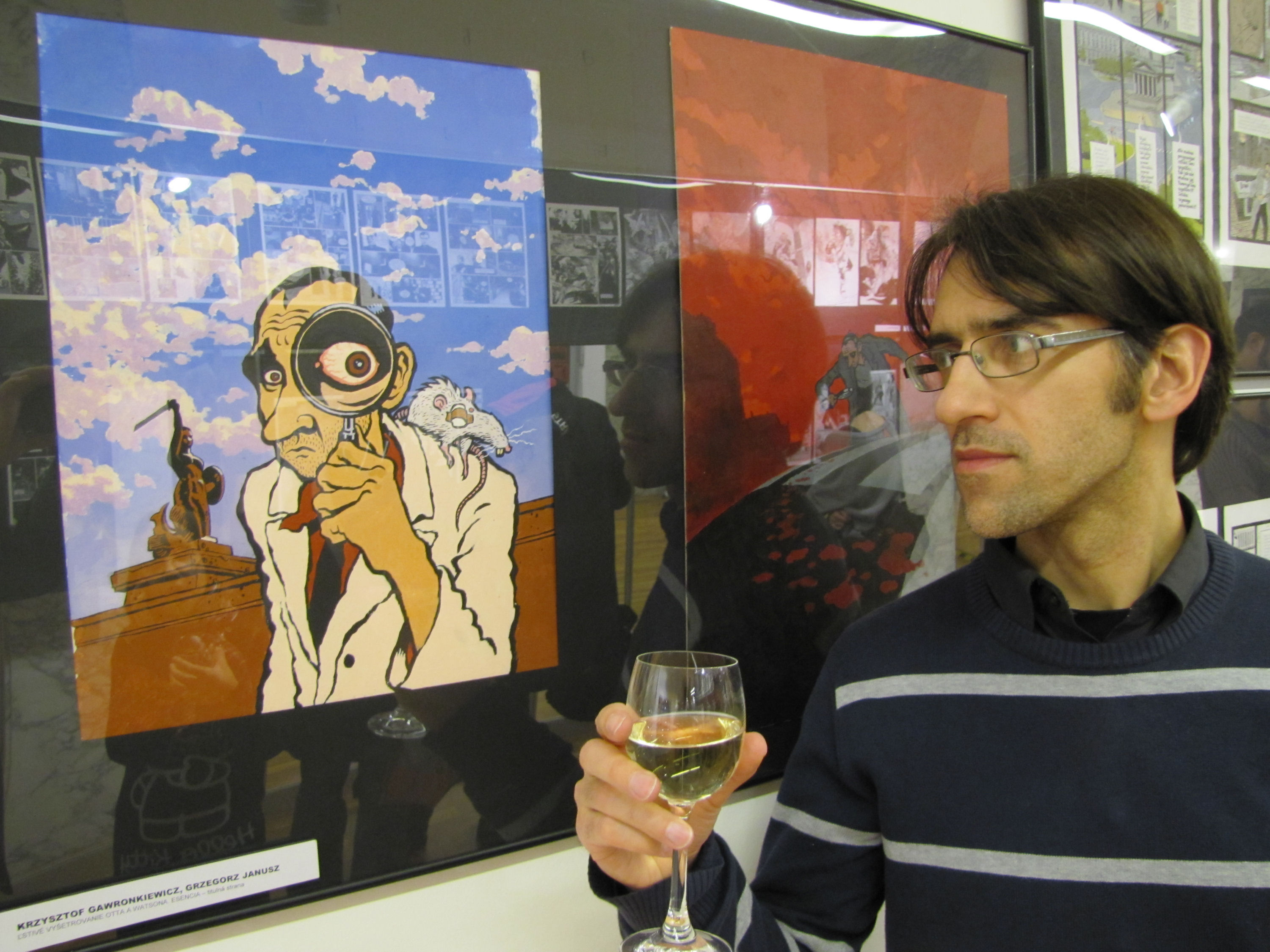
Gawronkiewicz na tle grafik z serii

Przebiegłe dochodzenie Ottona i Watsona (fr. Les extravagantes enquêtes d'Otto et Watson) – seria komiksowa autorstwa Grzegorza Janusza (scenariusz) i Krzysztofa Gawronkiewicza (rysunki) z pogranicza opowieści detektywistycznej, humorystycznej i horroru. 
Seria tworzona została dla francuskiego wydawnictwa Glénat, a po polsku wydała ją Mandragora.

## Opis fabuły
Otto Bohater jest detektywem podejmującym się dziwnych zadań. Towarzyszy mu szczur Watson, ratujący swojego pana z wielu opresji. Razem badają tajemnicze sprawy w Warszawie. W pierwszym tomie szukają przyczyny śmierci ludzi, których oczy po śmierci świecą na niebiesko. W drugim, częściowo nawiązującym do fabuły pierwszego, szukają morderców badaczy polskiego romantyzmu.

## Albumy
1. Esencja (fr. Essence) został pierwotnie wydany po francusku w styczniu 2005 roku nakładem wydawnictwa Glénat. Powstał w ramach konkursu na europejski komiks, ogłoszonego przez Glénat i telewizję Arte i zdobył pierwsze miejsce, za co uhonorowano go publikacją na rynku frankofońskim. 
W marcu 2005 roku Esencja ukazała się po polsku nakładem wydawnictwa Mandragora (ISBN 83-89698-29-3). Zainteresowanie czytelników i mediów oraz dobre przyjęcie przez krytykę zaowocowało kontynuacją serii.
2. Romantyzm (fr. Romantisme) wydany pierwotnie po francusku przez wydawnictwo Glénat w lutym 2007 roku, a po polsku nakładem Mandragory (ISBN 978-83-60802-01-4) w marcu 2007 roku.
W tomie tym detektyw Otto Bohater próbuje rozwiązać sprawę znikania ludzi zafascynowanych polskim romantyzmem. Z telewizji Otto dowiaduje się, że Minister Kultury zadecydował o wskrzeszeniu Poety, Malarza i Kompozytora, wybitnych twórców polskiego romantyzmu, którzy mają oddać jeszcze jedną przysługę polskiej kulturze. Otto musi sam prowadzić śledztwo, gdyż jego towarzysz, szczur Watson, wyjechał na urlop.
Sąsiad Ottona Bohatera, zamieszkały pod numerem 44 i jeden z zaginionych badaczy, ma twarz Pawła Dunin-Wąsowicza, polskiego wydawcy i krytyka literackiego.

## Odbiór
Recenzje:
Fanzin Esensja zaliczył komiks do najlepszych z okresu swych pierwszych lat.